# Surampatti
Surampatti é uma panchayat (vila) no distrito de Erode, no estado indiano de Tamil Nadu.

## Demografia
Segundo o censo de 2001,  Surampatti  tinha uma população de 31,737 habitantes. Os indivíduos do sexo masculino constituem 51% da população e os do sexo feminino 49%. Surampatti tem uma taxa de literacia de 73%, superior à média nacional de 59.5%: a literacia no sexo masculino é de 80% e no sexo feminino é de 67%. Em Surampatti, 10% da população está abaixo dos 6 anos de idade.